# Чандлър (Аризона)
Чандлър (на английски: Chandler) е град в окръг Марикопа в щата Аризона, САЩ. Чандлър е с население от 234 939 жители (приб. оценка 2005 г.), а общата му площ е 150.2 км² (58 мили²). Чандлър е пример за бързо разрастващ се град, през 1980 г. населението му е едва 30 000.